# Campionati mondiali di nuoto in vasca corta 2016
I XIII Campionati mondiali di nuoto in vasca corta si sono svolti negli impianti del WFCU Centre di Windsor, in Canada, dal 6 all'11 dicembre 2016.

## Programma
| H | Batterie | SF | Semifinali | F | Finali |

| Sessione mattutina | 09:30 | Sessione pomeridiana | 18:30 |

| Evento              | Dicembre | Dicembre | Dicembre | Dicembre | Dicembre | Dicembre | Dicembre | Dicembre | Dicembre | Dicembre | Dicembre | Dicembre |
| Evento              | 6        | 6        | 7        | 7        | 8        | 8        | 9        | 9        | 10       | 10       | 11       | 11       |
| ------------------- | -------- | -------- | -------- | -------- | -------- | -------- | -------- | -------- | -------- | -------- | -------- | -------- |
| 50m stile libero    |          |          |          |          | H        | SF       |          | F        |          |          |          |          |
| 100m stile libero   |          |          |          |          |          |          |          |          | H        | SF       |          | F        |
| 200m stile libero   |          |          | H        | F        |          |          |          |          |          |          |          |          |
| 400m stile libero   | H        | F        |          |          |          |          |          |          |          |          |          |          |
| 1500m stile libero  |          |          |          |          |          |          |          |          | H        |          |          | F        |
| 50m dorso           |          |          |          |          | H        | SF       |          | F        |          |          |          |          |
| 100m dorso          | H        | SF       |          | F        |          |          |          |          |          |          |          |          |
| 200m dorso          |          |          |          |          |          |          |          |          |          |          | H        | F        |
| 50m rana            |          |          |          |          |          |          |          |          | H        | SF       |          | F        |
| 100m rana           | H        | SF       |          | F        |          |          |          |          |          |          |          |          |
| 200m rana           |          |          |          |          | H        | F        |          |          |          |          |          |          |
| 50m farfalla        |          |          |          |          |          |          | H        | SF       |          | F        |          |          |
| 100m farfalla       |          |          | H        | SF       |          | F        |          |          |          |          |          |          |
| 200m farfalla       | H        | F        |          |          |          |          |          |          |          |          |          |          |
| 100m misti          |          |          |          |          | H        | SF       |          | F        |          |          |          |          |
| 200m misti          | H        | F        |          |          |          |          |          |          |          |          |          |          |
| 400m misti          |          |          |          |          |          |          |          |          | H        | F        |          |          |
| 4x50m stile libero  |          |          |          |          |          |          | H        | F        |          |          |          |          |
| 4x100m stile libero | H        | F        |          |          |          |          |          |          |          |          |          |          |
| 4x200m stile libero |          |          |          |          |          |          | H        | F        |          |          |          |          |
| 4x50m misti         |          |          |          |          |          |          |          |          | H        | F        |          |          |
| 4x100m misti        |          |          |          |          |          |          |          |          |          |          | H        | F        |
| Totale              | 4        | 4        | 3        | 3        | 2        | 2        | 5        | 5        | 3        | 3        | 5        | 5        |

| Evento              | Dicembre | Dicembre | Dicembre | Dicembre | Dicembre | Dicembre | Dicembre | Dicembre | Dicembre | Dicembre | Dicembre | Dicembre |
| Evento              | 6        | 6        | 7        | 7        | 8        | 8        | 9        | 9        | 10       | 10       | 11       | 11       |
| ------------------- | -------- | -------- | -------- | -------- | -------- | -------- | -------- | -------- | -------- | -------- | -------- | -------- |
| 50m stile libero    |          |          |          |          |          |          |          |          | H        | SF       |          | F        |
| 100m stile libero   |          |          | H        | SF       |          | F        |          |          |          |          |          |          |
| 200m stile libero   | H        | F        |          |          |          |          |          |          |          |          |          |          |
| 400m stile libero   |          |          |          |          |          |          | H        | F        |          |          |          |          |
| 800m stile libero   |          |          | H        |          |          | F        |          |          |          |          |          |          |
| 50m dorso           |          |          |          |          |          |          | H        | SF       |          | F        |          |          |
| 100m dorso          | H        | SF       |          | F        |          |          |          |          |          |          |          |          |
| 200m dorso          |          |          |          |          | H        | F        |          |          |          |          |          |          |
| 50m rana            | H        | SF       |          | F        |          |          |          |          |          |          |          |          |
| 100m rana           |          |          |          |          |          |          | H        | SF       |          | F        |          |          |
| 200m rana           |          |          |          |          |          |          |          |          |          |          | H        | F        |
| 50m farfalla        |          |          |          |          | H        | SF       |          | F        |          |          |          |          |
| 100m farfalla       |          |          |          |          |          |          |          |          | H        | SF       |          | F        |
| 200m farfalla       |          |          | H        | F        |          |          |          |          |          |          |          |          |
| 100m misti          |          |          |          |          | H        | SF       |          | F        |          |          |          |          |
| 200m misti          |          |          |          |          |          |          |          |          | H        | F        |          |          |
| 400m misti          | H        | F        |          |          |          |          |          |          |          |          |          |          |
| 4x50m stile libero  |          |          |          |          |          |          |          |          |          |          | H        | F        |
| 4x100m stile libero | H        | F        |          |          |          |          |          |          |          |          |          |          |
| 4x200m stile libero |          |          |          |          |          |          |          |          | H        | F        |          |          |
| 4x50m misti         |          |          | H        | F        |          |          |          |          |          |          |          |          |
| 4x100m misti        |          |          |          |          |          |          |          |          |          |          | H        | F        |
| Totale              | 3        | 3        | 4        | 4        | 3        | 3        | 3        | 3        | 4        | 4        | 5        | 5        |

| Evento             | Dicembre | Dicembre | Dicembre | Dicembre | Dicembre | Dicembre | Dicembre | Dicembre | Dicembre | Dicembre | Dicembre | Dicembre |
| Evento             | 6        | 6        | 7        | 7        | 8        | 8        | 9        | 9        | 10       | 10       | 11       | 11       |
| ------------------ | -------- | -------- | -------- | -------- | -------- | -------- | -------- | -------- | -------- | -------- | -------- | -------- |
| 4x50m stile libero |          |          | H        | F        |          |          |          |          |          |          |          |          |
| 4x50m misti        |          |          |          |          | H        | F        |          |          |          |          |          |          |
| Totale             |          |          | 1        | 1        | 1        | 1        |          |          |          |          |          |          |

## Medagliere
| Pos.   | Paese         | Oro | Argento | Bronzo | Totale |
| ------ | ------------- | --- | ------- | ------ | ------ |
| 1      | Stati Uniti   | 8   | 15      | 7      | 30     |
| 2      | Ungheria      | 7   | 2       | 2      | 11     |
| 3      | Russia        | 6   | 5       | 3      | 14     |
| 4      | Sudafrica     | 4   | 1       | 0      | 5      |
| 5      | Corea del Sud | 3   | 0       | 0      | 3      |
| 6      | Canada        | 2   | 3       | 3      | 8      |
| 7      | Paesi Bassi   | 2   | 3       | 1      | 6      |
| 8      | Giappone      | 2   | 2       | 11     | 15     |
| 9      | Australia     | 2   | 2       | 7      | 11     |
| 10     | Germania      | 2   | 1       | 0      | 3      |
| 11     | Italia        | 1   | 4       | 2      | 7      |
| 12     | Gran Bretagna | 1   | 2       | 2      | 5      |
| 13     | Brasile       | 1   | 1       | 1      | 3      |
| 13     | Giamaica      | 1   | 1       | 1      | 3      |
| 15     | Cina          | 1   | 0       | 2      | 3      |
| 16     | Danimarca     | 1   | 0       | 1      | 2      |
| 16     | Lituania      | 1   | 0       | 1      | 2      |
| 16     | Polonia       | 1   | 0       | 1      | 2      |
| 19     | Francia       | 0   | 2       | 0      | 2      |
| 20     | Slovenia      | 0   | 1       | 0      | 1      |
| 20     | Ucraina       | 0   | 1       | 0      | 1      |
| 22     | Bielorussia   | 0   | 0       | 2      | 2      |
| Totale | Totale        | 46  | 46      | 47     | 139    |

## Podi

### Uomini
| Evento                          | Oro | Tempo    | Argento | Tempo    | Bronzo | Tempo    |
| Stile libero                    | |          | |          | |          |
| 50 m (dettagli)                 | Jesse Puts | 21"10    | Vladimir Morozov                                                                                             | 21"14    | Simonas Bilis | 21"23    |
| 100 m (dettagli)                | Simonas Bilis | 46"58    | Shinri Shioura                                                                                               | 46"59    | Tommaso D'Orsogna | 46"70    |
| 200 m (dettagli)                | Park Tae-hwan | 1'41"03  | Chad le Clos                                                                                                 | 1'41"65  | Aleksandr Krasnych | 1'41"95  |
| 400 m (dettagli)                | Park Tae-hwan | 3'34"59  | Aleksandr Krasnych                                                                                           | 3'35"30  | Péter Bernek | 3'37"65  |
| 1500 m (dettagli)               | Park Tae-hwan | 14'15"51 | Gregorio Paltrinieri                                                                                         | 14'21"94 | Wojciech Wojdak | 14'25"37 |
| Dorso                           | |          | |          | |          |
| 50 m (dettagli)                 | Junya Koga | 22"85    | Jérémy Stravius                                                                                              | 22"99    | Pavel Sankovič | 23"03    |
| 100 m (dettagli)                | Mitch Larkin | 49"65    | Andrey Shabasov                                                                                              | 49"69    | Xu Jiayu | 50"02    |
| 200 m (dettagli)                | Radosław Kawęcki | 1'47"63  | Jacob Pebley                                                                                                 | 1'48"98  | Masaki Kaneko | 1'49"18  |
| Rana                            | |          | |          | |          |
| 50 m (dettagli)                 | Cameron van der Burgh | 25"64    | Peter John Stevens                                                                                           | 25"85    | Felipe Lima | 25"98    |
| 100 m (dettagli)                | Marco Koch | 56"77    | Vladimir Morozov                                                                                             | 57"00    | Fabio Scozzoli | 57"04    |
| 200 m (dettagli)                | Marco Koch | 2'01"21  | Andrew Willis                                                                                                | 2'02"71  | Mikhail Dorinov | 2'03"09  |
| Farfalla                        | |          | |          | |          |
| 50 m (dettagli)                 | Chad le Clos | 21"98    | Thomas Shields                                                                                               | 22"40    | David Morgan | 22"47    |
| 100 m (dettagli)                | Chad le Clos | 48"08    | Thomas Shields                                                                                               | 49"04    | David Morgan | 49"31    |
| 200 m (dettagli)                | Chad le Clos | 1'48"76  | Thomas Shields                                                                                               | 1'49"50  | Daiya Seto | 1'49"97  |
| Misti                           | |          | |          | |          |
| 100 m (dettagli)                | Michael Andrew | 51"84    | Daiya Seto                                                                                                   | 52"01    | Shinri Shioura | 52"17    |
| 200 m (dettagli)                | Wang Shun | 1'51"74  | Philip Heintz                                                                                                | 1'52"07  | Daiya Seto | 1'52"89  |
| 400 m (dettagli)                | Daiya Seto | 3'59"24  | Max Litchfield                                                                                               | 4'00"66  | Dávid Verrasztó | 4'01"56  |
| Staffette                       | |          | |          | |          |
| 4x50 m stile libero (dettagli)  | Russia Aleksei Brianskiy Nikita Lobintsev Aleksandr Popkov Vladimir Morozov Kirill Prigoda                                               | 1'24"32  | Stati Uniti Paul Powers Blake Pieroni Michael Chadwick Thomas Shields Dillon Virva Michael Andrew            | 1'24"47  | Giappone Kosuke Matsui Kenta Ito Shinri Shioura Junya Koga | 1'24"51  |
| 4x100 m stile libero (dettagli) | Russia Nikita Lobintsev Michail Vekoviščev Vladimir Morozov Aleksandr Popkov Aleksei Brianskiy                                           | 3'05"90  | Francia Clément Mignon Jérémy Stravius Jordan Pothain Mehdy Metella Yonel Govindin                           | 3'07"35  | Australia Brayden McCarthy Daniel Smith David Morgan Tommaso D'Orsogna Jack Gerrard Stati Uniti Michael Chadwick Thomas Shields Paul Powers Blake Pieroni Matthew Josa | 3'07"76  |
| 4x200 m stile libero (dettagli) | Russia Michail Dovgaljuk Michail Vekoviščev Artem Lobuzov Aleksandr Krasnych Daniel Pasynkov                                             | 6'52"10  | Stati Uniti Blake Pieroni Jacob Pebley Pace Clark Zane Grothe                                                | 6'53"34  | Giappone Yūki Kobori Daiya Seto Tsubasa Amai Katsuhiro Matsumoto | 6'53"54  |
| 4x50 m misti (dettagli)         | Russia Andrey Shabasov Kirill Prigoda Aleksandr Popkov Vladimir Morozov Grigorij Tarasevič Oleg Kostin Daniil Pakhomov Aleksei Brianskiy | 1'31"52  | Stati Uniti Jacob Pebley Cody Miller Thomas Shields Michael Chadwick Matthew Josa Michael Andrew Paul Powers | 1'31"97  | Bielorussia Pavel Sankovič Il'ja Šymanovič Yauhen Tsurkin Anton Latkin                                                                                                 | 1'32"49  |
| 4x100 m misti (dettagli)        | Russia Andrey Shabasov Kirill Prigoda Aleksandr Kharlanov Vladimir Morozov Grigorij Tarasevič Oleg Kostin Aleksandr Popkov               | 3'21"17  | Australia Mitch Larkin Tommy Sucipto David Morgan Tommaso D'Orsogna Bobby Hurley Daniel Smith                | 3'23"56  | Giappone Junya Koga Yoshiki Yamanaka Takeshi Kawamoto Shinri Shioura Kenta Ito                                                                                         | 3'24"71  |

### Donne
| Evento                          | Oro | Tempo   | Argento                                                                                      | Tempo   | Bronzo | Tempo   |
| Stile libero                    | |         |                                                                                              |         | |         |
| 50 m (dettagli)                 | Ranomi Kromowidjojo | 23"60   | Silvia Di Pietro                                                                             | 23"90   | Madison Kennedy                                                                                              | 23"93   |
| 100 m (dettagli)                | Brittany Elmslie | 51"81   | Ranomi Kromowidjojo                                                                          | 51"92   | Penny Oleksiak                                                                                               | 52"01   |
| 200 m (dettagli)                | Federica Pellegrini | 1'51"73 | Katinka Hosszú                                                                               | 1'52"28 | Taylor Ruck                                                                                                  | 1'52"50 |
| 400 m (dettagli)                | Leah Smith | 3'57"78 | Veronika Popova                                                                              | 3'58"90 | Chihiro Igarashi                                                                                             | 3'59"41 |
| 800 m (dettagli)                | Leah Smith | 8'10"17 | Ashley Twichell                                                                              | 8'11"95 | Kiah Melverton                                                                                               | 8'16"51 |
| Dorso                           | |         |                                                                                              |         | |         |
| 50 m (dettagli)                 | Etiene Medeiros | 25"82   | Katinka Hosszú                                                                               | 25"99   | Ali DeLoof                                                                                                   | 26"14   |
| 100 m (dettagli)                | Katinka Hosszú | 55"54   | Kylie Masse                                                                                  | 56"24   | Georgia Davies                                                                                               | 56"45   |
| 200 m (dettagli)                | Katinka Hosszú | 2'00"79 | Daryna Zevina                                                                                | 2'02"24 | Emily Seebohm                                                                                                | 2'02"65 |
| Rana                            | |         |                                                                                              |         | |         |
| 50 m (dettagli)                 | Lilly King | 28"92   | Alia Atkinson                                                                                | 29"11   | Molly Hannis                                                                                                 | 29"58   |
| 100 m (dettagli)                | Alia Atkinson | 1'03"03 | Lilly King                                                                                   | 1'03"35 | Molly Hannis                                                                                                 | 1'03"89 |
| 200 m (dettagli)                | Molly Renshaw | 2'18"51 | Kelsey Wog                                                                                   | 2'18"52 | Chloé Tutton                                                                                                 | 2'18"83 |
| Farfalla                        | |         |                                                                                              |         | |         |
| 50 m (dettagli)                 | Jeanette Ottesen | 24"92   | Kelsi Worrell                                                                                | 25"27   | Rikako Ikee                                                                                                  | 55"64   |
| 100 m (dettagli)                | Katinka Hosszú | 55"12   | Kelsi Worrell                                                                                | 55"22   | Rikako Ikee                                                                                                  | 2'05"10 |
| 200 m (dettagli)                | Katinka Hosszú | 2'02"15 | Kelsi Worrell                                                                                | 2'02"89 | Zhang Yufei                                                                                                  | 2'05"10 |
| Misti                           | |         |                                                                                              |         | |         |
| 100 m (dettagli)                | Katinka Hosszú | 57"24   | Emily Seebohm                                                                                | 57"97   | Alia Atkinson                                                                                                | 58"04   |
| 200 m (dettagli)                | Katinka Hosszú | 2'02"90 | Elia Eastin                                                                                  | 2'05"02 | Madisyn Cox                                                                                                  | 2'05"93 |
| 400 m (dettagli)                | Katinka Hosszú | 4'21"67 | Elia Eastin                                                                                  | 4'27"74 | Madisyn Cox                                                                                                  | 4'27"78 |
| Staffette                       | |         |                                                                                              |         | |         |
| 4x50 m stile libero (dettagli)  | Canada Michelle Williams Sandrine Mainville Taylor Ruck Penny Oleksiak Alexia Zevnik Sarah Darcel                            | 1'35"00 | Paesi Bassi Tamara van Vliet Ranomi Kromowidjojo Maaike de Waard Kim Busch Maud van der Meer | 1'35"37 | Italia Silvia Di Pietro Erika Ferraioli Aglaia Pezzato Federica Pellegrini                                   | 1'35"61 |
| 4x100 m stile libero (dettagli) | Stati Uniti Amanda Weir Kelsi Worrell Madison Kennedy Mallory Comerford Ali DeLoof Katie Drabot Katrina Konopka              | 3'28"82 | Italia Erika Ferraioli Silvia Di Pietro Aglaia Pezzato Federica Pellegrini                   | 3'30"28 | Paesi Bassi Maud van der Meer Marrit Steenbergen Maaike de Waard Ranomi Kromowidjojo Kim Busch Robin Neumann | 3'31"10 |
| 4x200 m stile libero (dettagli) | Canada Katerine Savard Taylor Ruck Kennedy Goss Penny Oleksiak Alexia Zevnik                                                 | 7'33"89 | Stati Uniti Leah Smith Mallory Comerford Sarah Gibson Madisyn Cox Katie Drabot               | 7'38"65 | Russia Daria Mullakaeva Daria Ustinova Arina Openysheva Veronika Popova Irina Krivonogova                    | 7'39"93 |
| 4x50 m misti (dettagli)         | Stati Uniti Alexandra DeLoof Lilly King Kelsi Worrell Katrina Konopka                                                        | 1'43"27 | Italia Silvia Scalia Martina Carraro Silvia Di Pietro Erika Ferraioli                        | 1'45"38 | Danimarca Mie Nielsen Matilde Schroder Emilie Beckmann Jeanette Ottesen                                      | 1'45"98 |
| 4x100 m misti (dettagli)        | Stati Uniti Alexandra DeLoof Lilly King Kelsi Worrell Mallory Comerford Hellen Moffitt Molly Hannis Sarah Gibson Amanda Weir | 3'47"89 | Canada Kylie Masse Rachel Nicol Katerine Savard Penny Oleksiak Hilary Caldwell Taylor Ruck   | 3'48"87 | Australia Emily Seebohm Jessica Hansen Emily Washer Brittany Elmslie                                         | 3'49"66 |

### Misto
| Evento                         | Oro                                                                             | Tempo   | Argento                                                                   | Tempo   | Bronzo                                                                  | Tempo   |
| Stile libero                   |                                                                                 |         |                                                                           |         |                                                                         |         |
| 4x50 m stile libero (dettagli) | Russia Aleksei Brianskiy Vladimir Morozov Marija Kameneva Rozaliya Nasretdinova | 1'29"73 | Paesi Bassi Jesse Puts Nyls Korstanje Ranomi Kromowidjojo Maaike de Waard | 1'29"82 | Canada Yuri Kisil Markus Thormeyer Michelle Williams Sandrine Mainville | 1'29"83 |
| 4x50 m mista (dettagli)        | Stati Uniti Thomas Shields Lilly King Kelsi Worrell Michael Chadwick            | 1'37"22 | Brasile Etiene Medeiros Felipe Lima Nicholas Santos Larissa Oliveira      | 1'37"74 | Giappone Junya Koga Yoshiki Yamanaka Rikako Ikee Sayuki Ouchi           | 1'38"45 |